# 東華痘局

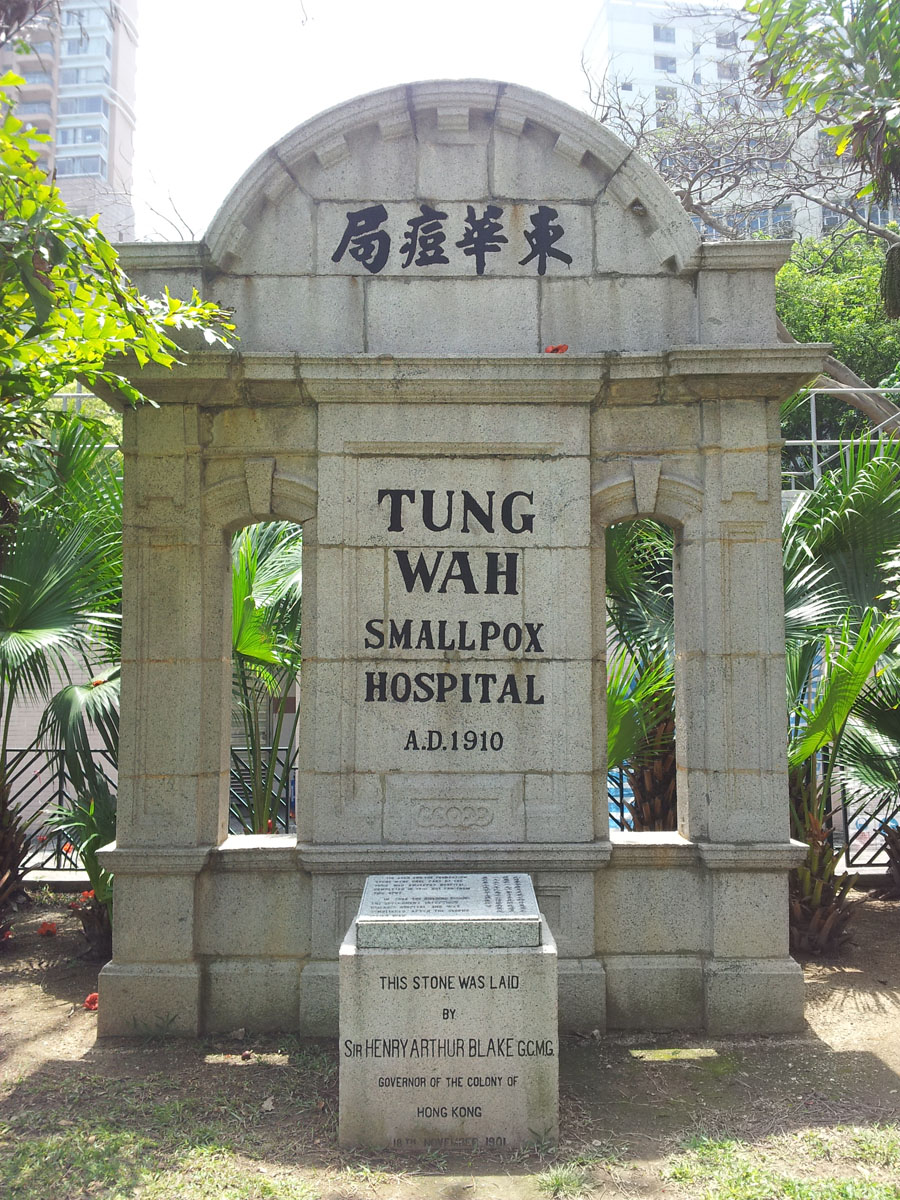
拱形牌坊及基石

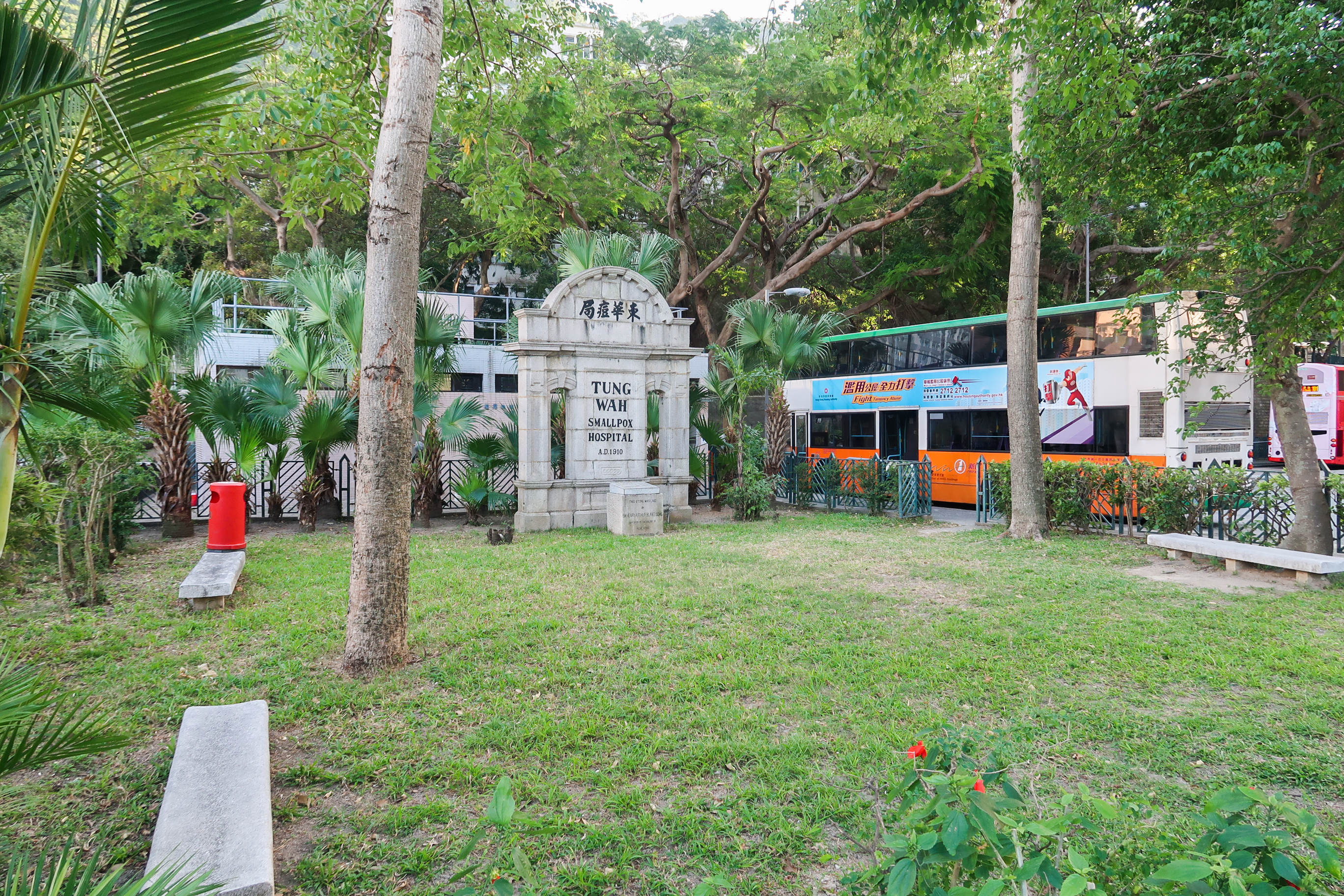
拱形牌坊及基石周邊

東華痘局（英語：Tung Wah Smallpox Hospital）是香港昔日一所醫院，位於香港島堅尼地城加惠民道，為當時防治天花的主要設施之一，現已拆卸，僅留下拱形牌坊及基石。

## 歷史
東華痘局的建築於1901年11月18日奠基，由當時的香港總督卜力主持安放儀式。奠基石高70厘米，長78厘米，闊58厘米。當時原本作為政府管理的防疫診所。1907年，政府將其交給東華醫院作為防治天花的痘局。東華痘局於1910年正式啟用，並在卑路乍街與域多利道的交界立一拱門，其紀念石匾上刻有：「TUNG WAH SMALLPOX HOSPITAL, A.D. 1910」的英文字樣。東華痘局當時主要以中醫藥治理天花病人以及接種牛痘。

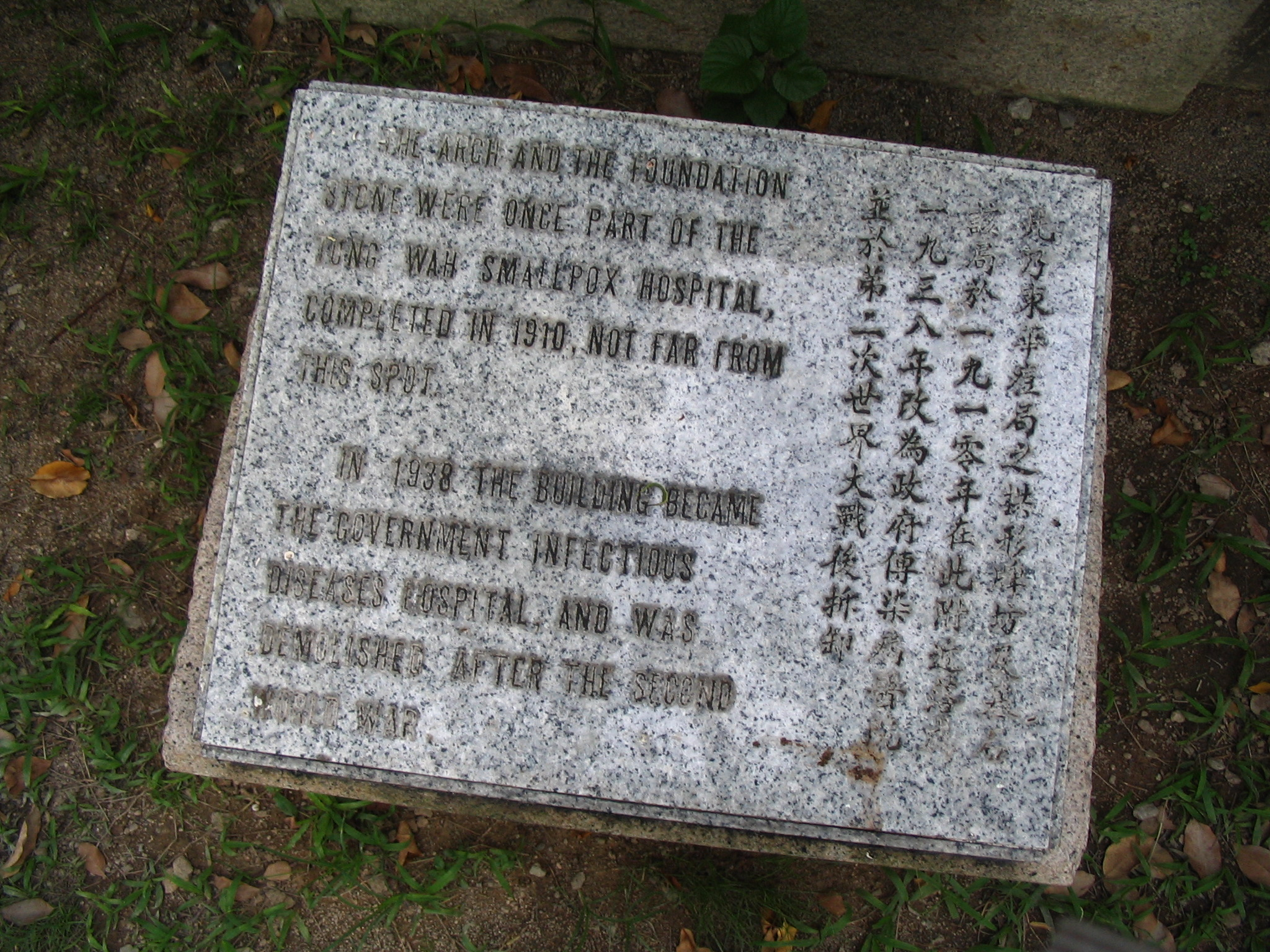
基石近照

隨著天花絕跡，東華痘局於1938年交還政府用作傳染病醫院，至香港重光後被拆卸。拱門及奠基石被移放於附近西寧街的堅尼地城巴士總站現址，並放置刻有以下文字的基石：
基石上另有一石碑，說明東華痘局的歷史：
拱門和奠基石最近在2008年被翻新，石面潔淨了，文字亦更清晰可辨。

## 鄰近設施
- 堅尼地城巴士總站
- 域多利亞公眾殮房
- 招商局貨倉碼頭

## 外部連結
维基共享资源上的相關多媒體資源：東華痘局